# Titularerzbistum Caesarea Ponti
Caesarea Ponti (ital.: Cesarea del Ponto) war eine antike Stadt in der römischen Provinz Cappadocia in Zentralanatolien in der Türkei.
Caesarea Ponti ist ein ehemaliges Erzbistum der römisch-katholischen Kirche und heute ein Titularerzbistum. 
| Titularbischöfe von Caesarea Ponti |                                            |                                                             |                    |                   |
| Nr.                                | Name                                       | Amt                                                         | von                | bis               |
| 1                                  | Giuseppe Maria Granniello CRSP             | Kurienerzbischof                                            | 29. März 1892      | 12. Juni 1893     |
| 2                                  | Antonio Maria Buglione                     | Koadjutorerzbischof von Conza-Campagna (Königreich Italien) | 11. September 1894 | 18. Oktober 1896  |
| 3                                  | Giustino Adami                             | (Königreich Italien)                                        | 13. Januar 1898    | 13. Dezember 1906 |
| 4                                  | José María Ignacio Montes de Oca y Obregón | emeritierter Bischof von San Luis Potosí (Mexiko)           | 16. Dezember 1920  | 18. August 1921   |